# 米歇爾·比佐站
米歇爾·比佐站（法語：Michel Bizot）是巴黎地鐵的一個車站，名稱來自於米歇爾·比佐街。米歇爾·比佐是法國的一位軍人，在克里米亞戰爭中犧牲。米歇爾·比佐站開通於1931年5月5日，是巴黎地鐵8號線延長工程的一部分。

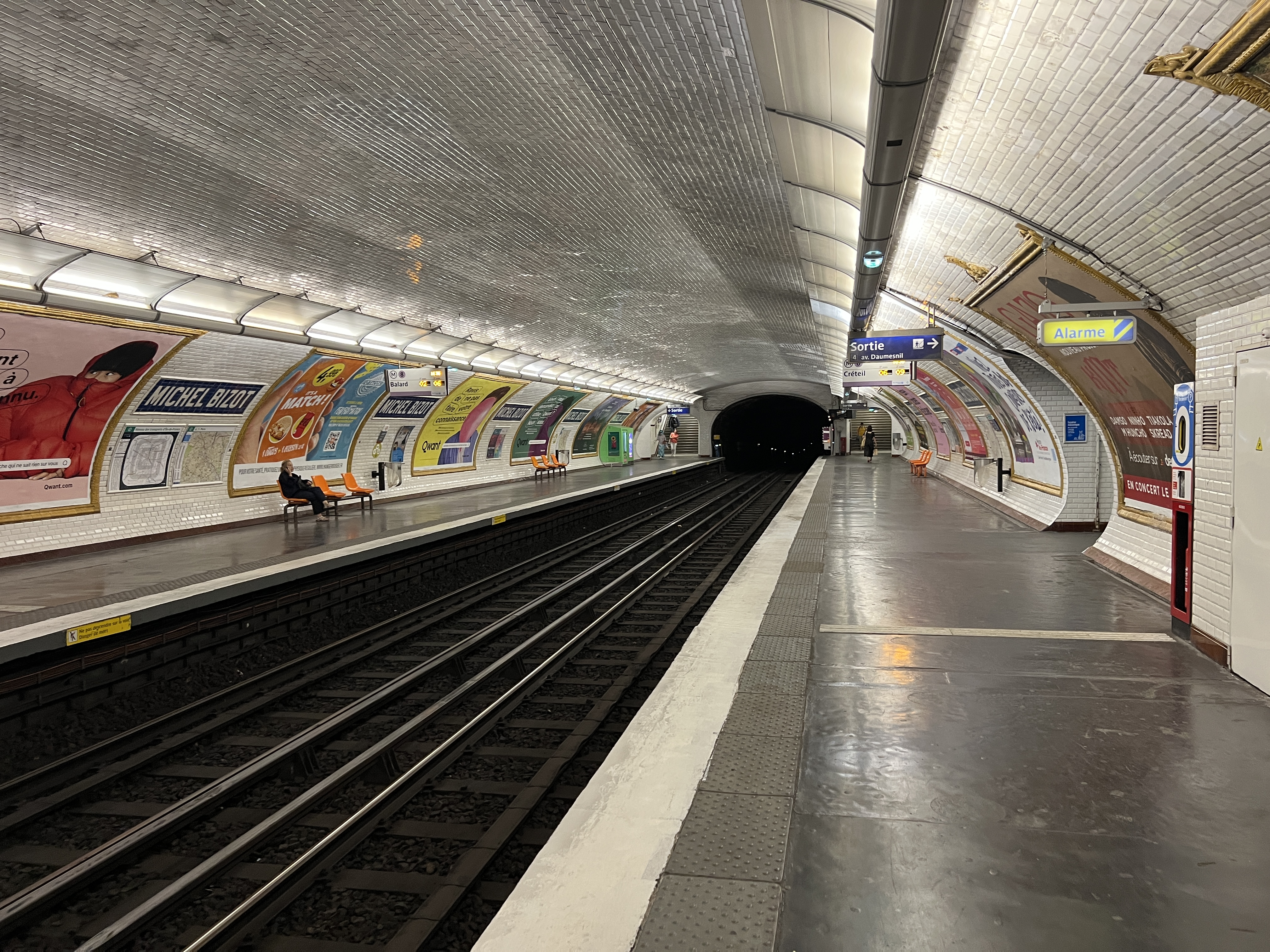
月台（2022年7月）

## 結構
| 街道層 |                    |                    |
| B1     | 月台連接夾層       |                    |
| 月台層 | 側式月台，右側開門 | 側式月台，右側開門 |
| 月台層 | 往巴拉             | 往巴拉（多梅尼爾） |
| 月台層 | 往湖之角           | 往湖之角（鍍金門） |
| 月台層 | 側式月台，右側開門 |                    |